# Студентський Вісник
«Студентський Вісник» — місячник, від 1929 неперіодичний орган Центр. Союзу Укр. Студентства, виходив у Празі 1923 — 31 (до 1924 — літографічним способом). «С. В.» спершу обмежувався студентською проблематикою, з 1925 року набрав літературно-публіцистичного та громадського характеру. Співрацівниками були тодішні студентські діячі та молоді письменники, а також проф. укр. високих шкіл у Чехословаччині. Журнал редагувала колегія: М. Масюкевич, І. Федів, В. Орелецький, В. Мартинець та інші.
«Студентський Вісник» — журнал, орган Союзу Українських Студентських Організацій під Польщею (СУСОП), виходив у Львові як продовження «Студентською Шляху»; у 1935—1938 роках неперіодично, у 1938—1939 роках як місячник (редактор М. Прокоп). Вийшло 7 чисел.
«Студентський Вісник Prague»  — неперіодичне видання Активного Руху Студентів (АРС), які, навчаючися у Філії НПУ імені М. П. Драгоманова в м. Прага (початок 2003 року), з ініціативи Головного редактора «Студентський вісник Prague» Павліва О. В. вирішили продовжувати традиції своїх попередників у вивченні та дослідженні становлення української діаспори в Чехії під час «Четвертої хвилі» міграції українства в цю країну.